# Mnium pungens
Mnium pungens là một loài Rêu trong họ Mniaceae. Loài này được (Sull.) Müll. Hal. mô tả khoa học đầu tiên năm 1900.